# Lind (Wisconsin)
Lind – miasto w Stanach Zjednoczonych, w stanie Wisconsin, w hrabstwie Waupaca.